# Los días del abandono
Los días del abandono (I giorni dell'abbandono en el original) es una película del 2005 de Roberto Faenza, ambientado en Turín, basado en una novela de Elena Ferrante.

## Trama
Olga, esposa y madre de dos hijos es abandonada de improviso por su marido por una mujer más joven. Por lo que inicia un periodo doloroso que la va hundiendo en la desesperación que la lleva a comer de más y dormir poco. Pero el encuentro con un solitario músico que vive en la mismo edificio la conmueve. Después de vivir algo parecido a un descenso en el infierno puede salir de ahí. Olga vive un viaje interior que la lleva a entender que no estaba sufriendo por un amor perdido, si no que ha descubierto lo que significa perder la dignidad y ser encarcelada en un personaje, un personaje del que se necesita liberar para disfruta plenamente la vida.

## Reconocimiento
Esta película fue reconocida de interés cultural por la Dirección General para el Cine del Ministerio de Bienes y Actividades culturales Italiano, en basa a la deliberación ministerial del 28 de febrero de 2005
| 2006 - David di Donatello  | Candidatura a mejor banda sonora Goran Bregović • Candidatura a mejor canción (Los días del abandono) de Goran Bregović                                                |
| -------------------------- | --- |
| 2006 – Cordón de plata     | Candidatura a mejor actor protagonista a Luca Zingaretti • Candidatura a mejor actriz protagonista a Margherita Buy                                                    |
| 2006 - Globo de oro        | Mejor escenografía a Roberto Faenza • Globo de oro especial a Margherita Buy • Candidatura a mejor actriz a Margherita Buy Candidatura a mejor actriz a Margherita Buy |
| 2005 - Festival de Venecia | Candidatura a León de Oor Roberto Faenza |

- Datos: Q3790868